# Trattato di Szatmár
Il trattato di Szatmár (detto anche pace di Szatmár) fu firmato a Satu Mare il 29 aprile 1711 tra l'imperatore asburgico Carlo VI del Sacro Romano Impero e i rappresentanti dei kuruc ungheresi. Esso pose fine formalmente alla Guerra d'indipendenza di Rákóczi, che perdurava dal 1703.

## Storia
Nella Grande guerra turca, le forze della monarchia asburgica conquistarono gran parte dell'Ungheria ottomana. Ad ogni modo, i nuovi regnanti incontrarono la resistenza dei magnati ungheresi guidati da Francesco II Rákóczi che culminò in una ribellione guidata dallo stesso Rákóczi, che dal 1703 in poi scoppiò in tutta l'Alta Ungheria (attuale Slovacchia), Transilvania e Transcarpazia. I ribelli vennero sconfitti in maniera decisiva dall'esercito asburgico al comando del maresciallo Sigbert Heister nel 1708 con la battaglia di Trenčín. Durante il conflitto, il presidente dell'Hofkriegsrat il principe Eugenio di Savoia nominò il lealista ungherese feldmaresciallo János Pálffy quale capo dei negoziati. Nel novembre del 1710, Pálffy prese contatti con il comandante dei kuruc, Sándor Károlyi, e il 13 gennaio 1711 raggiunse la possibilità di un accordo di pace.
Pálffy e Rákóczi si incontrarono a Vaja il 31 gennaio; Rákóczi ad ogni modo rigettò tutte le proposte di pace e le condizioni annesse. Il 21 febbraio, lasciò la Polonia per cercare il supporto dello zar Pietro il Grande che comunque era coinvolto nella Grande guerra del Nord. Nominò Sándor Károlyi comandante in capo delle ultime fortezze nelle mani dei kuruc e gli proibì esplicitamente di patteggiare la pace. Károlyi ignorò l'ordine e convocò gli insorgenti in un'assemblea a Satu Mare, che il 4 aprile convenne per la firma della pace e quindi ordinò il cessate il fuoco.
Il 17 aprile, l'imperatore Giuseppe I d'Asburgo morì e gli succedette suo fratello Carlo VI, che aveva un grande interesse nella cessazione delle ostilità in Ungheria per consolidarne la corona. I suoi inviati giunsero a Satu Mare, dove il feldmaresciallo János Pálffy e Sándor Károlyi raggiunsero infine un accordo. Rákóczi, furioso per la pace conclusa, fece sapere per parte sua che avrebbe rifiutato ogni condizione ma non potendo far molto tornò in Polonia.
La cerimonia di firma del patto si tenne il 1º maggio 1711 da Pálffy, Károlyi oltre a numerosi inviati imperiali, ungheresi, kuruc e transilvani. Questi lasciarono Satu Mare per la Polonia poco dopo. Sulla base dei termini di pace, l'imperatore Carlo promise di mantenere l'integrità sia dello stato ungherese che del principato transilvano. Oltre a ciò l'accordo prevedeva un'amnistia generale per i rivoltosi. L'impatto del trattato fu evidente il 1º maggio 1711, quando 12.000 fedelissimi di Rákóczi giurarono fedeltà alla casa d'Asburgo a Satu Mare.